# Aleksander Oniszczuk

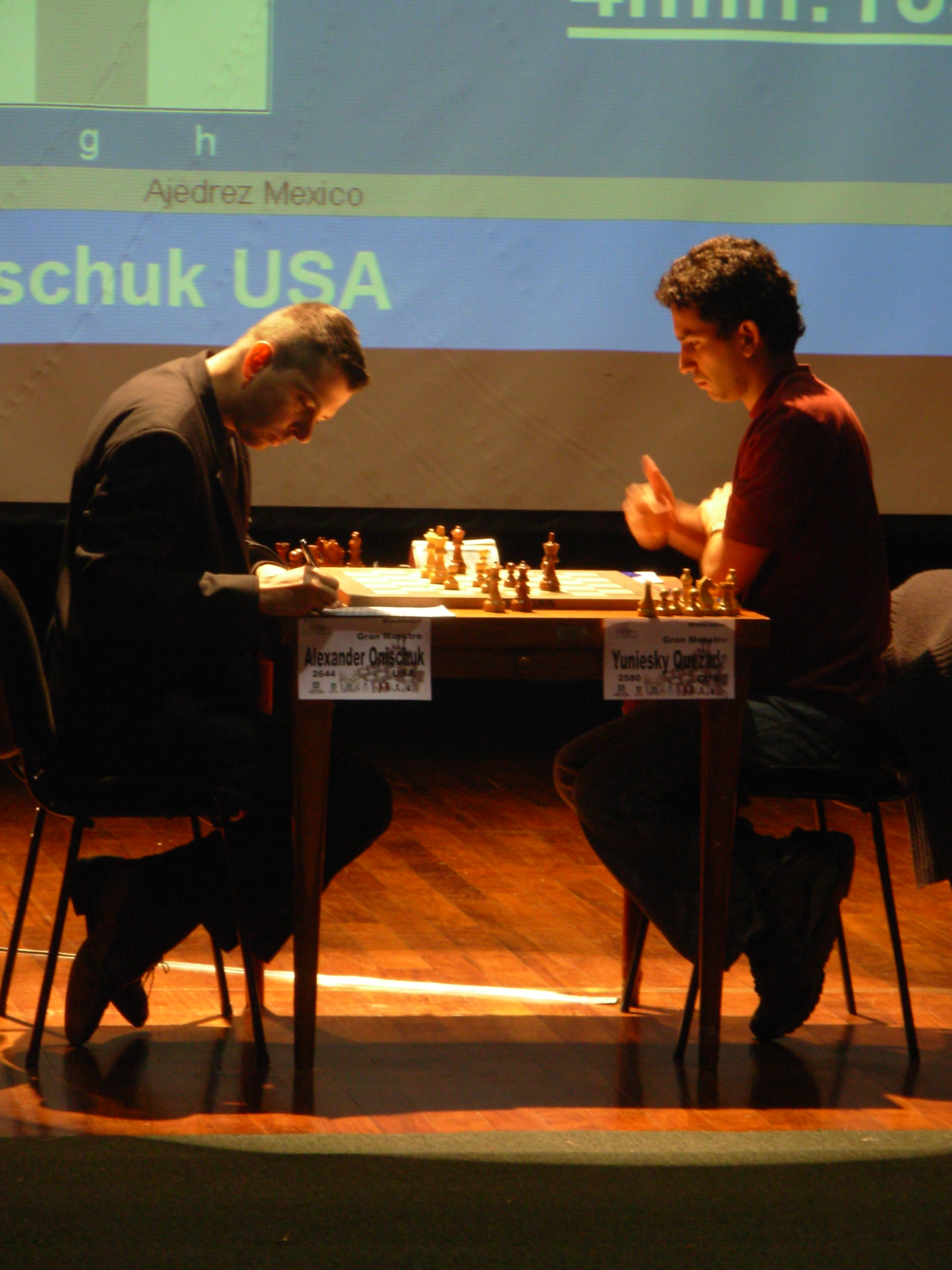
Merida 2008, finał – Aleksander Oniszczuk i Yuniesky Quezada Pérez.

Aleksander Oniszczuk, ukr. Олександр Оніщук (ur. 3 września 1975 w Sewastopolu) – amerykański szachista ukraińskiego pochodzenia, arcymistrz od 1994 roku. W 2001 zamieszkał w Baltimore i przyjął obywatelstwo amerykańskie.

## Kariera szachowa
Jest dwukrotnym wicemistrzem świata juniorów: z roku 1991 (w grupie do lat 16) oraz z roku 1995 (do lat 20, w Halle). W 1993 podzielił I m. (wspólnie z Ralfem Lauem) w Dortmundzie, a w 1995 zwyciężył w otwartym turnieju w Groningen. W roku 1996 zajął I m. (przed Wiktorem Bołoganem) w Wijk aan Zee (turniej B). Dzięki temu zwycięstwu, w kolejnym roku ponownie wystąpił w Wijk aan Zee i podzielił (w turnieju A) II m. za Walerijem Sałowem, wspólnie z Jeroenem Piketem i Iwanem Sokołowem. Zwyciężył również w dwukołowym turnieju w Biel. Od tego też (1997) roku był stałym współpracownikiem byłego mistrza świata, Anatolija Karpowa. W 1998 triumfował w turnieju Tan Chin Nam w Pekinie. Rok później zajął III m. (za Loekiem van Welym i Michaiłem Gurewiczem) w Memoriale Akiby Rubinsteina w Polanicy-Zdroju. W 2000 po raz drugi zwyciężył (wraz z Siergiejem Tiwiakowem i Borysem Awruchem) w turnieju B w Wijk aan Zee. Dwa lata później zwyciężył w bardzo silnie obsadzonym turnieju w miejscowości Pojkowskij (przed m.in. Aleksiejem Driejewem, Wadimem Zwiagincewem, Siergiejem Rublewskim i Iwanem Sokołowem). W 2005 zdobył w Buenos Aires brązowy medal mistrzostw Ameryki. W 2006 zwyciężył w mistrzostwach Stanów Zjednoczonych rozegranych w San Diego. W 2007 podzielił II m. (wspólnie z Jewgienijem Aleksiejewem i Wiktorem Bołoganem) w silnie obsadzonym turnieju w miejscowości Pojkowskij oraz zajął II m. w Biel Chess Festival (przegrywając w dogrywce o I m. z Magnusem Carlsenem). W 2008 zdobył w Tulsie srebrny medal mistrzostw Stanów Zjednoczonych, podzielił I m. (wspólnie z Warużanem Akobianem, Pentala Harikrishna i Leonidem Kritzem) w Lubbock oraz zwyciężył w memoriale Carlosa Torre Repetto, rozegranym w Méridzie. W 2009 samodzielnie zwyciężył w otwartym turnieju w Moscow Open w Moskwie. W 2013 zdobył brązowy medal indywidualnych mistrzostw Stanów Zjednoczonych.
Wielokrotnie reprezentował Ukrainę i Stany Zjednoczone w turniejach drużynowych, m.in.:
- dziewięciokrotnie na olimpiadach szachowych (w latach 1994, 1996, 1998, 2004, 2006, 2008, 2010, 2012, 2014); czterokrotny medalista: wspólnie z drużyną – srebrny (1996) i trzykrotnie brązowy (1998, 2006, 2008)[2],
- pięciokrotnie na drużynowych mistrzostwach świata (w latach 1997, 2005, 2010, 2011, 2013); czterokrotny medalista: wspólnie z drużyną – srebrny (2010) oraz indywidualnie – dwukrotnie złoty (1997 – na II szachownicy, 2010 – na II szachownicy) i srebrny (2013 – na III szachownicy)[3],
- na drużynowych mistrzostwach Europy (w roku 1999)[4],
- na drużynowych mistrzostwach panamerykańskich (w roku 2013); dwukrotny medalista: wspólnie z drużyną – złoty (2013) oraz indywidualnie – srebrny (2013 – na I szachownicy)[5].

Najwyższy ranking w dotychczasowej karierze osiągnął 1 lipca 2010, z wynikiem 2701 punktów zajmował wówczas 36. miejsce na światowej liście FIDE, jednocześnie zajmując 3. miejsce wśród amerykańskich szachistów.